# 松原神社 (春日井市)

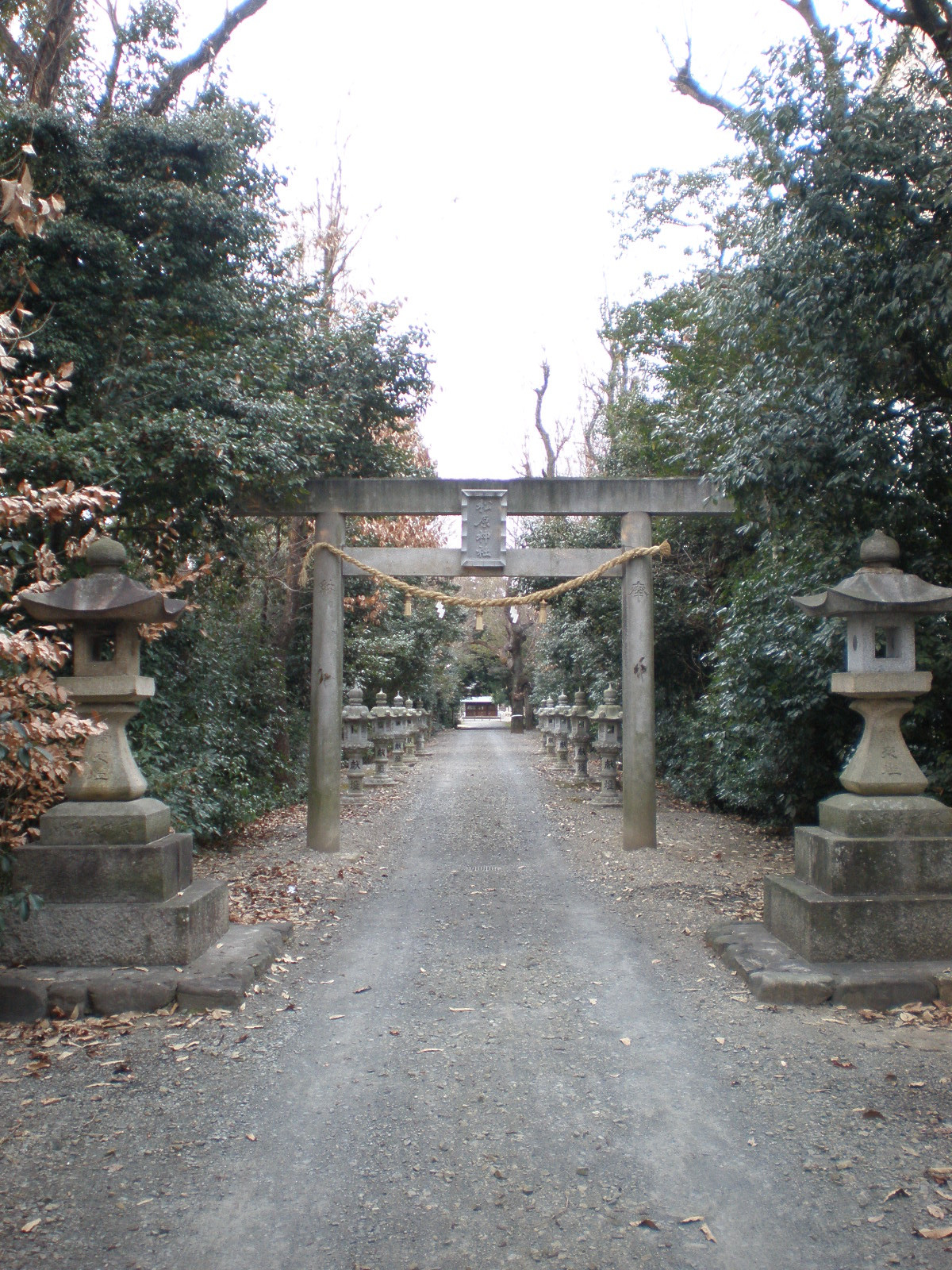
松原神社の鳥居

松原神社（まつばらじんじゃ）は、愛知県春日井市にある神社。『延喜式神名帳』尾張国春日部郡に記す「高牟神社」の論社で、近代社格制度では郷社。

## 歴史
伝承によれば、創建は和銅4年（711年)旧暦2月11日。元明天皇の治世の頃と伝えられている。当時のこの辺りの地名が「高牟」（たかむ）であったことから、『延喜式神名帳』に記載されている「高牟神社」でないかと考えられている。
中世になって稲荷信仰が普及。その結果当神社にも稲荷神社が合祀され、「高牟稲荷大明神」などと呼ばれ信仰を集めた。
明治になってこの辺りは犬山県に属した。そして明治4年（1871年）10月、犬山県から『尾張国神名帳』にある「松原神社」と認定される。その後犬山県は同年旧暦11月22日に名古屋県と合併。愛知県が誕生すると、翌明治5年（1872年）10月、当神社はこの辺りにある18の村の郷社となり、名前も「松原神社」に改称された。

## 祭神
- 高皇産霊命（たかみむすびのみこと）
- 倉稲魂命（うかのみたまのみこと）
- 埴山比売命（はにやまひめのみこと）
- 雅産霊命（わくむすびのみこと）
- 大宮姫命（おおみやめのみこと）
- 大山祇命（おおやまつみのみこと）
- 猿田彦命（さるたひこのみこと）
- 底筒男中筒男表筒男命
- 神功皇后（じんぐうこうごう）

## 合祀社・境内社

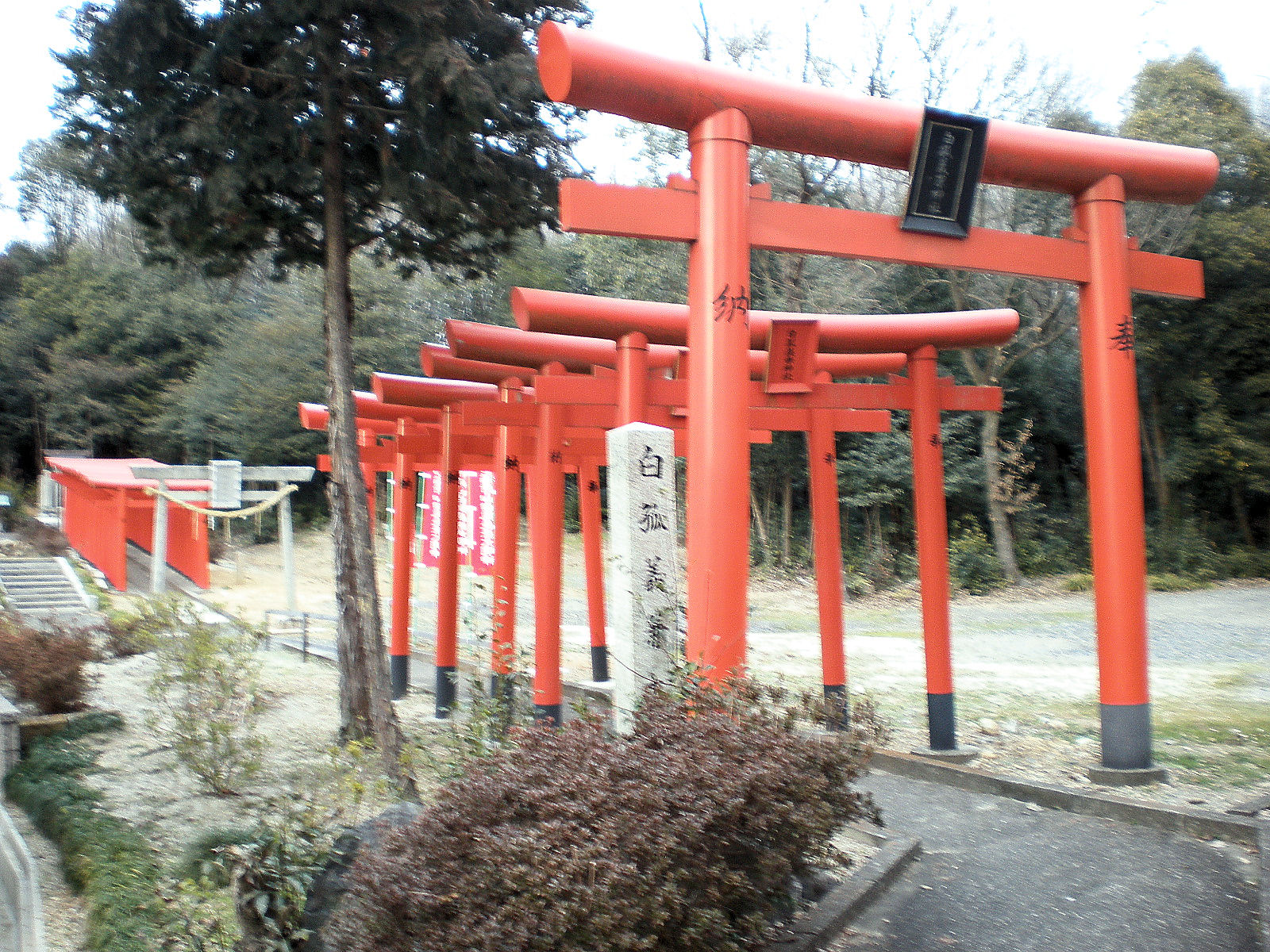
白孤義兼神社

- 白孤義兼神社、他

## 近隣
- 春日井インターチェンジ
- 落合公園
- 春日井駐屯地